# Valencia Club de Fútbol 1976-1977
Questa voce raccoglie le informazioni riguardanti il Valencia Club de Fútbol nelle competizioni ufficiali della stagione 1976-1977

## Rosa
| N. |                   | Ruolo | Calciatore              |
| -- | ----------------- | ----- | ----------------------- |
| -  | Spagna (bandiera) | P     | José Balaguer           |
| -  | Spagna (bandiera) | P     | Carlos Santiago Pereira |
| -  | Spagna (bandiera) | P     | Enrique Basauri         |
| -  | Spagna (bandiera) | P     | Víctor Marro            |
| -  | Spagna (bandiera) | D     | José Carrete            |
| -  | Spagna (bandiera) | D     | José Ceveró             |
| -  | Spagna (bandiera) | D     | Juan Daniel Cordero     |
| -  | Spagna (bandiera) | D     | Miguel Ángel Botubot    |
| -  | Spagna (bandiera) | D     | Ricardo Penella         |
| -  | Spagna (bandiera) | D     | Rafael Arnau            |
| -  | Spagna (bandiera) | C     | Fernando Tirapu         |
| -  | Spagna (bandiera) | C     | Enrique Saura           |

| N. |                        | Ruolo | Calciatore             |
| -- | ---------------------- | ----- | ---------------------- |
| -  | Spagna (bandiera)      | C     | Ángel Castellanos      |
| -  | Spagna (bandiera)      | C     | Juan Carlos Álvarez    |
| -  | Spagna (bandiera)      | C     | Jesús Martínez         |
| -  | Spagna (bandiera)      | C     | Pep Claramunt          |
| -  | Argentina (bandiera)   | A     | Mario Kempes           |
| -  | Paesi Bassi (bandiera) | A     | Johnny Rep             |
| -  | Paraguay (bandiera)    | A     | Carlos Martínez Diarte |
| -  | Argentina (bandiera)   | A     | Óscar Rubén Valdez     |
| -  | Argentina (bandiera)   | A     | Miguel Ángel Adorno    |
| -  | Spagna (bandiera)      | A     | Eloy Angulo            |
| -  | Spagna (bandiera)      | A     | José María Acosta      |

## Statistiche

### Statistiche di squadra
| Competizione     | Punti | Totale | Totale | Totale | Totale | Totale | Totale | DR  |
| Competizione     | Punti | G      | V      | N      | P      | Gf     | Gs     | DR  |
| ---------------- | ----- | ------ | ------ | ------ | ------ | ------ | ------ | --- |
| Primera División | 36    | 34     | 13     | 10     | 11     | 53     | 47     | +6  |
| Coppa del Re     | -     | 8      | 5      | 1      | 2      | 15     | 4      | +11 |
| Totale           |       | 42     | 18     | 11     | 13     | 68     | 51     | +17 |

### Statistiche dei giocatori
| Giocatore       | Primera División | Primera División | Primera División | Primera División |
| Giocatore       | Pres             | Gol              | Am               | Esp              |
| --------------- | ---------------- | ---------------- | ---------------- | ---------------- |
| Acosta          | 5                | -                | -                | -                |
| Adorno          | 14               | -                | -                | -                |
| Álvarez         | 26               | 2                | 1                | -                |
| Angulo          | 14               | 1                | -                | 1                |
| Arias           | 9                | -                | -                | -                |
| Balaguer        | 21               | -                | 2                | -                |
| Botubot         | 10               | -                | 1                | -                |
| Carrete         | 33               | -                | 4                | 1                |
| Castellanos     | 27               | -                | 7                | 1                |
| Cerveró         | 33               | -                | 3                | -                |
| Claramunt       | 5                | -                | 1                | -                |
| Cordero         | 21               | -                | 5                | 1                |
| Kempes          | 34               | 24               | 3                | -                |
| Martínez        | 20               | -                | 4                | -                |
| Martínez Diarte | 27               | 16               | 4                | -                |
| Pereira         | 13               | -                | -                | -                |
| Rep             | 29               | 8                | 5                | -                |
| Saura           | 29               | 1                | 1                | -                |
| Tirapu          | 31               | -                | 4                | -                |
| Valdez          | 16               | -                | 2                | -                |